# Jamie
Jamie is een van oorsprong Schotse voornaam voor jongens en meisjes. Het is afgeleid van de Engelse naam James, die op zijn beurt weer is afgeleid van Jakob (Hebreeuws: יַעֲקֹב).

## Gerelateerde namen
- Jaime, een Spaanse en Portugese mannennaam
- Jaimie, een alternatieve spelling van de naam Jamie
- Jacques, een Franse naam